# Ковалёв, Алексей Васильевич
Алексей Васильевич Ковалёв (род. 5 ноября 1932, Сватово) — советский и российский оперный певец (бас) и педагог. Заслуженный артист Чувашской АССР (1973).

## Биография
Родился 5 октября 1932 года в городе Сватово Донецкой области (Луганская область тогда была частью части Донецкой области) Украинской ССР в семье рабочих.
Окончил семилетнюю школу, затем — ремесленное училище и сельскохозяйственный техникум. Обучался на вокальном факультете Одесской консерватории (ныне Одесская национальная музыкальная академия имени А. В. Неждановой) в классе А. Ф. Дановского, которую окончил в 1964 году.
С 1965 по 1967 год Алексей Ковалёв — солист Одесской филармонии. В 1967—2005 годах работал солистом Чувашского государственного театра оперы и балета, исполнил свыше 50 ведущих партий во многих постановках русской и зарубежной классики, а также в чувашских операх. Основные роли певца: Палля («Звёздный путь» А. Орлова-Шузьмы), Арлан («Шывармань» Ф. Васильева), Михедер («Нарспи» Г. Хирбю), король Рене («Иоланта» П. Чайковского), Мефистофоль («Фауст» Ш. Гуно), Базилио («Севильский цирюльник» Д. Россини). Вершиной творчества Ковалёва стало исполнение партии Петра I в одноимённой опере Андрея Петрова.
В 1967—1980 годах Алексей Васильевич преподавал вокал в Чувашском государственном педагогическом институте.
Заслуженный артист Чувашской АССР (1973), лауреат Государственной премии Чувашской АССР имени К. В. Иванова (1969, за исполнение роли Михедера в опере Г. Хирбю «Нарспи» на чувашском языке), лауреат фестиваля «Каспийские зори» проходившего в Астрахани.
В «Государственном архиве печати Чувашской Республики» имеются материалы, относящиеся к А. В. Ковалёву.